# Deadwood (série télévisée)
Pour les articles homonymes, voir Deadwood.
Deadwood est une série télévisée américaine en 36 épisodes de 50 minutes, créée par David Milch d'après le roman du même nom de Pete Dexter et diffusée entre le 21 mars 2004 et le 27 août 2006 sur HBO et en simultané sur The Movie Network/Movie Central au Canada.
Au Québec, la série a été diffusée à partir du 6 septembre 2004 à Super Écran puis rediffusée à partir du 3 janvier 2011 sur Historia ; en France à partir du 16 février 2006 sur Canal+, puis rediffusée en 2012 sur AB1, sur la chaîne Action en septembre 2013 ; en Suisse à partir du 2 janvier 2007 sur la TSR et en Belgique sur Club RTL et Be Séries.
Un téléfilm venant conclure la série est diffusé le 31 mai 2019 sur HBO.

## Synopsis
À la fin des années 1870, la petite ville de Deadwood, située dans le Dakota du Sud, est devenue un endroit sans foi ni loi où se retrouvent tous ceux que la fièvre de l'or a attirés dans les Black Hills. On y croise plusieurs personnalités historiques, telles que Wild Bill Hickok, Calamity Jane, Seth Bullock, Al Swearengen et Wyatt Earp.

## Distribution

### Personnages principaux
- Timothy Olyphant (VF : Jean-Pierre Michaël) : Seth Bullock
- Ian McShane (VF : Pascal Renwick puis Jacques Frantz) : Al Swearengen
- Molly Parker (VF : Véronique Desmadryl) : Alma Garret
- Jim Beaver (VF : Michel Modo puis Bernard Métraux) : Whitney Ellsworth
- Brad Dourif (VF : Jean-François Vlérick) : Doc Cochran
- John Hawkes (VF : Patrick Osmond) : Sol Star
- Paula Malcomson (VF : Marjorie Frantz) : Trixie
- Leon Rippy (VF : Paul Borne) : Tom Nuttall
- William Sanderson (VF : Jean-Pierre Leroux) : Ethan Bennett « E.B. » Farnum
- Robin Weigert (VF : Véronique Alycia) : Calamity Jane
- W. Earl Brown (VF : Marc Alfos) : Dan Dority
- Dayton Callie (VF : Jean-Michel Farcy) : Charlie Utter
- Powers Boothe (VF : Philippe Catoire) : Cy Tolliver
- Keith Carradine (VF : Michel Vigné) : Wild Bill Hickok (saison 1)
- Jeffrey Jones (VF : Michel Prud'homme) : A. Walter « A.W. » Merrick
- Kim Dickens (VF : Laura Blanc) : Joanie Stubbs
- Anna Gunn (VF : Françoise Cadol) : Martha Bullock (en) (saisons 2-3)
- Sean Bridgers (VF : Philippe Vincent) : Johnny Burns
- Titus Welliver (VF : Jean-François Aupied) : Silas Adams
- Bree Seanna Wall (VF : Bénédicte Bosc) : Sofia Metz
- Josh Eriksson (VF : Pierre Casanova) : William Bullock (saison 2)

### Personnages récurrents
- Timothy Omundson (VF : Lionel Tua) : Brom Garret (saison 1)
- Garret Dillahunt (VF : Jérôme Pauwels) : Jack McCall (saison 1) / (VF : Sébastien Desjours) : Francis Wolcott (saison 2)
- Raymond McKinnon (VF : Guillaume Lebon) : Révérend Smith (saison 1)
- Geri Jewell (VF : Annie Le Youdec) : Jewel (saisons 1-3)
- Keone Young (VF : Serge Biavan) : M. Wu (saisons 1-3)
- Peter Jason (VF : Richard Leblond (saison 1) puis Jean-Pierre Rigaux (saisons 2 et 3)) : Con Stapleton (saisons 1-3)
- Zach Grenier (VF : Boris Rehlinger (saison 1) puis Patrick Raynal (saisons 2 et 3)) : Andy Cramed (saisons 1-3)
- Marshall Bell (VF : Pierre Dourlens) : le magistrat Claggett (saison 1)
- Brent Sexton (VF : Eric Marchal) : Harry Manning
- Gerald McRaney (VF : Patrick Messe) : George Hearst (saisons 2-3)
- Larry Cedar (en) (VF : Stefan Godin) : Leon (saisons 1-3)
- Peter Coyote (VF : Richard Darbois) : Général George Crook (saison 1)
- Stephen Tobolowsky (VF : Bernard Alane) : le commissaire Hugo Jarry (saisons 2-3)
- Michael J. Harney (VF : Patrick Poivey) : Steve (saisons 2-3)
- Franklyn Ajaye (VF : Lucien Jean-Baptiste) : Samuel Fields (en) (saisons 2-3)
- Pruitt Taylor Vince (VF : Patrick Préjean) : Mose Manuel (saisons 2-3)
- Sarah Paulson (VF : Cathy Diraison) : Alice Isringhausen (saison 2)
- Alice Krige (VF : Frédérique Tirmont) : Maddie (saison 2)
- Brian Cox (VF : Gérard Dessalles) : Jack Langrishe (en) (saison 3)
- Cleo King (VF : Danièle Hazan) : Tante Lou Marchbanks (saison 3)
- Gale Harold : Wyatt Earp (saison 3)
- Austin Nichols : Morgan Earp (en) (saison 3)

 Source et légende : version française (VF) sur RS Doublage et Doublage Séries Database

## Épisodes

### Première saison (2004)
1. Deadwood (Deadwood)
2. Eaux troubles (Deep Water)
3. Jusqu'au bout du filon (Reconnoitering the Rim)
4. Le Prix du silence (Here Was a Man)
5. Le Procès de Jack McCall (The Trial of Jack McCall)
6. Épidémie (Plague)
7. Le Retour de Bullock (Bullock Returns to the Camp)
8. La Souffrance des petits enfants (Suffer the Little Children)
9. Pas d'autres enfants (No Other Sons or Daughter)
10. Monsieur Wu (Mr Wu)
11. Des bottes faites pour marcher (Jewel's Boot is Made for Walking)
12. Les Cavaliers (Sold Under Sin)

### Deuxième saison (2005)
Le 31 mars 2004, la série est renouvelée pour une deuxième saison, diffusée à partir du 6 mars 2005.
1. Bienvenue à Deadwood - 1re partie (A Lie Agreed Upon - Part 1)
2. Bienvenue à Deadwood - 2e partie (A Lie Agreed Upon - Part 2)
3. Argent neuf (New Money)
4. Le Caillou (Requiem for a Gleet)
5. Complications (Complications)
6. Quelque chose d'extrêmement onéreux (Something Very Expensive)
7. E.B. à l'Index (E.B. Was Left Out)
8. Enfantillages (Childish Games)
9. Fusion et capital - 1re partie (Amalgamation and Capital)
10. Fusion et capital - 2e partie (Advances, None Miraculous)
11. Funérailles (The Whores Can Come)
12. Le Garçon à qui parle la terre (Boy the Earth Talks To)

### Troisième saison (2006)
Le 30 mars 2005, la série est renouvelée pour une troisième saison, diffusée à partir du 11 juin 2006.
1. Dis à ton dieu de se préparer pour le bain de sang (Tell your God to Ready for Blood)
2. Je ne suis pas le type bien pour lequel vous me prenez (I Am Not the Man You Take Me For)
3. La Couleur de l'argent (True Colors)
4. Confiance et crédit (Full Faith and Credit)
5. Un monstre à deux têtes (A Two-Headed Beast)
6. Un gros filon (A Rich Find)
7. De la cannelle pour les caïds (Unauthorized Cinnamon)
8. Le Sourire de Léviathan (Leviathan Smiles)
9. Talents cachés (Amateur Night)
10. Palpitations (A Constant Throb)
11. Position de force (The Cat Bird Seat)
12. Il veut une belle histoire (Tell Him Something Pretty)

### Téléfilm (2019)
Le téléfilm est diffusé le 31 mai 2019.

## Musique en fin d'épisode

### Première saison
1. Hog of the Forsaken - Michael Hurley
2. Creek Lullaby - Margaret
3. Twisted Little Man - Michael J. Sheehey
4. Fallen From Grace - Mark Lee Scott
5. God and Man - Brownie McGhee and Sonny Terry
6. High Fever Blues - Bukka White
7. Old Friend - Lyle Lovett
8. Will the Circle Be Unbroken - June Carter Cash
9. Stars and Stripes Forever - Jelly Roll Morton
10. Hog of the Forsaken - Michael Hurley
11. Snake Baked a Hoecake - Mike, Peggy, Barbara, and Penny Seeger and their children
12. Farther Along - Mississippi John Hurt

### Deuxième saison
1. Not Dark Yet - Bob Dylan
2. Business You're Doin' - Lightnin' Hopkins
3. Skin and Bones - Ann Rabson
4. The Fox - Bill Staines
5. Life Is Like That - Big Bill Broonzy
6. Pretty Polly - Hilarie Burhans
7. A Prayer - Madeleine Peyroux
8. Rattlesnake - Spider John Koerner
9. Mama's Gonna Buy - Vera Ward Hall
10. Calling All Angels - Jane Siberry & k.d. lang
11. Hey Willy Boy - Townes Van Zandt
12. Stay a Little Longer - Bob Wills and His Texas Playboys

### Troisième saison
1. I Got a Razor - Willie Dixon
2. Hole in the Wall - Brownie McGhee
3. Walking the Dog - Hans Theessink
4. Mean Mama Blues - Ramblin' Jack Elliott
5. I'm Going Home - Bama Stuart
6. Daniel in the Lion's Den - Bessie Jones
7. Soul of a Man - Irma Thomas
8. O Death - Alan Lomax, Bessie Jones
9. Garryowen - unknown
10. Dangerous Mood - Keb' Mo'
11. Mad Mama Blues - Josie Miles
12. O Mary Don't You Weep - Bruce Springsteen

## Commentaires
- Les scénarios, impliquant les personnages ayant réellement existé, sont basés sur des faits historiques connus[10], mais incluent également une grosse part de fiction. Certains personnages sont purement inventés.

- La quatrième et dernière saison prévue à l'origine a été annulée par la chaîne HBO, le nombre d'acteurs engagés étant trop important, et donc trop coûteux. Un accord entre le créateur David Milch et la chaîne a été passé pour que deux téléfilms de deux heures soient tournés afin de conclure la série. Un film est finalement diffusé en 2019.

- Une dénommée « Trixie », prostituée officiant au Gem (en) aurait vraiment, ainsi qu'on le voit au début de la série, tiré une balle dans la tête d'un client qui la battait. Le docteur appelé à son secours ne put que constater avec étonnement que l'homme n'était pas mort et que pourtant on pouvait faire passer une tige à travers son crâne. L'homme mourut une demi-heure plus tard[11].

## Récompenses
- Emmy Award 2004 : Meilleure réalisation de Walter Hill pour l'épisode Deadwood
- Emmy Award 2004 : Meilleur son pour l'épisode Deadwood
- Emmy Award 2005 : Meilleure direction artistique
- Emmy Award 2005 : Meilleure photographie pour l'épisode Complications
- Emmy Award 2005 : Meilleurs costumes pour l'épisode Le Garçon qui parle à la terre
- Emmy Award 2005 : Meilleures coiffures pour l'épisode Le Garçon qui parle à la terre
- Emmy Award 2005 : Meilleurs maquillages pour l'épisode Le Garçon qui parle à la terre
- Golden Globe Award 2005 : Meilleur acteur dans une série dramatique pour Ian McShane

## Produits dérivés

### DVD
- Deadwood - L'intégrale saison 1 (1er octobre 2006) (ASIN B000JLQMFC)
- Deadwood - L'intégrale saison 2 (14 juin 2007) (ASIN B000Q6ZVBQ)
- Deadwood - L'intégrale saison 3 (7 juin 2007) (ASIN B000PD3J6Y)
- Deadwood - L'intégrale (1er novembre 2007) (ASIN B000Y1CX50)